# Онезорге, Вильгельм
Карл Вильгельм Онезорге (нем. Karl Wilhelm Ohnesorge, 8 июня 1872, Грефенхайнихен — 1 февраля 1962, Мюнхен) — немецкий государственный деятель, рейхсминистр почты нацистской Германии (1937—1945), обергруппенфюрер НСКК (5 сентября 1938).

## Биография
Вильгельм Онезорге родился 8 июня 1872 года в Грефенхайнихене в семье телеграфного чиновника. Свои школьные годы провёл во Франкфурте-на-Майне. В 1890 году в качестве стажёра поступил на службу в Главную почтовую дирекцию Франкфурта. C 1897 года служил в берлинском почтовом ведомстве. С 1898 по 1901 годы изучал математику и физику в университетах Берлина и Киля. 
С 1900 года на службе в телеграфном управлении Берлина. С 1901 по 1914 годы на службе в Главной почтовой дирекции. С августа 1914 по январь 1915 года референт службы связи Верховного командования. С февраля 1915 по ноябрь 1918 года начальник телеграфного управления при Генштабе. За заслуги был удостоен Железным крестом 2-го и 1-го класса. После демобилизации в 1919 году на службе в Главной почтовой дирекции Дортмунда. 
Одним из первых примкнул к нацистскому движению. В 1920 году Онезорге познакомился с Адольфом Гитлером и они стали хорошими друзьями. Вскоре после этого он вступил в НСДАП (билет № 42) и создал первую организацию НСДАП за пределами Баварии — ортсгруппе (нем. Ortsgruppe) в Дортмунде. Во время Рурского кризиса в 1923 году, в нарушение запретов союзников, обеспечивал телефонную связь с незанятой частью Германской империи. После провала Пивного путча в ноябре 1923 года, он оставался верным последователем Гитлера. В 1924 году в знак признания его заслуг в «борьбе за Рур» Онезорге был назначен начальником отдела Главной почтовой дирекции в Берлине.

В 1929 году стал президентом Центрального имперского управления почты, которое находилось в Темпельхофе и вторично вступил в НСДАП. С 1 марта 1933 года —  статс-секретарь Имперского министерства почты и фактически его руководитель. 2 февраля 1937 года был назначен рейхсминистром почты вместо отправленного в отставку барона Пауля Эльц-Рюбенаха. В феврале 1942 года в одном из документов Онезорге писал:
Приобретение контроля над телевидением во всей Европе в годы войны является важным по следующим причинам. 1. Установление немецких стандартов как общеевропейских. С практической точки зрения это будет легче осуществить, если мы в предельно короткие сроки приобретём влияние, и как можно меньшее количество местных телевизионных аппаратов будет наличествовать в странах. 2. Создание во всех странах специальных центров продвижения телевидения
.
В июне 1942 года предложил Гитлеру план создания атомной бомбы. Поддерживал научную деятельность Манфреда фон Арденне. После самоубийства Гитлера и формирования правительства Дёница не вошёл в него, оставив свой пост 1 мая 1945 года. 
Был арестован американцами в мае 1945 года, несколько лет содержался в различных лагерях для военнопленных и был допрошен в качестве свидетеля на Нюрнбергском процессе. В 1948 году был освобождён от ответственности, однако апелляционная палата суда Верхней Баварии в 1949 году причислила его к «главным преступникам». В 1955 году по состоянию здоровья постановление суда была отменено и Онезорге был отпущен. В последующие годы жил на пенсию от почтового ведомства. Умер 1 февраля 1962 года в Мюнхене.

## Награды
- Железный крест 1-го класса (обр. 1914)
- Железный крест 2-го класса (обр. 1914)
- Почётный крест ветерана войны
- Золотой значок Гитлерюгенд с дубовыми листьями (20 сентября 1939)
- Почётный знак «Пионер труда» (1 мая 1941)
- Почётный знак Немецкого Красного Креста 1-го класса
- Орлиный щит Германской империи
- Крест Военных заслуг 2-го и 1-го класса с мечами[5]
- Рыцарский крест Креста военных заслуг с мечами (1 ноября 1944)
- Золотой партийный знак НСДАП
- Медаль За выслугу лет в НСДАП в бронзе, серебре и золоте
- Кольцо «Мёртвая голова»